# L'ABC della relatività
L'ABC della relatività (The ABC of Relativity) è un saggio di Bertrand Russell. Si tratta di un testo divulgativo che non richiede particolari conoscenze fisiche o matematiche, per comprendere i concetti della Teoria della relatività di Albert Einstein.

## Edizioni
- ABC della relatività, L’ABC della relatività, traduzione di Luca Pavolini, Milano, Longanesi, 2005  [1925],  p. 190.